# Coleophora pseudojudaica
Coleophora pseudojudaica é uma espécie de mariposa do gênero Coleophora pertencente à família Coleophoridae.